# Орден Вендской короны
Родовой орден Вендской короны (нем. Hausorden der Wendischen Krone) основан 12 мая 1864 года великими герцогами Мекленбурга Фридрихом Францем II и Фридрихом Вильгельмом – потомками средневекового бодричанского князя Никлота. Орден Вендской короны был задуман как общий родовой орден для двух династически-родственных великих герцогств — Мекленбург-Шверина и Мекленбург-Стрелица. Имя своё орден получил в честь вендов, в число которых входили и бодричи.

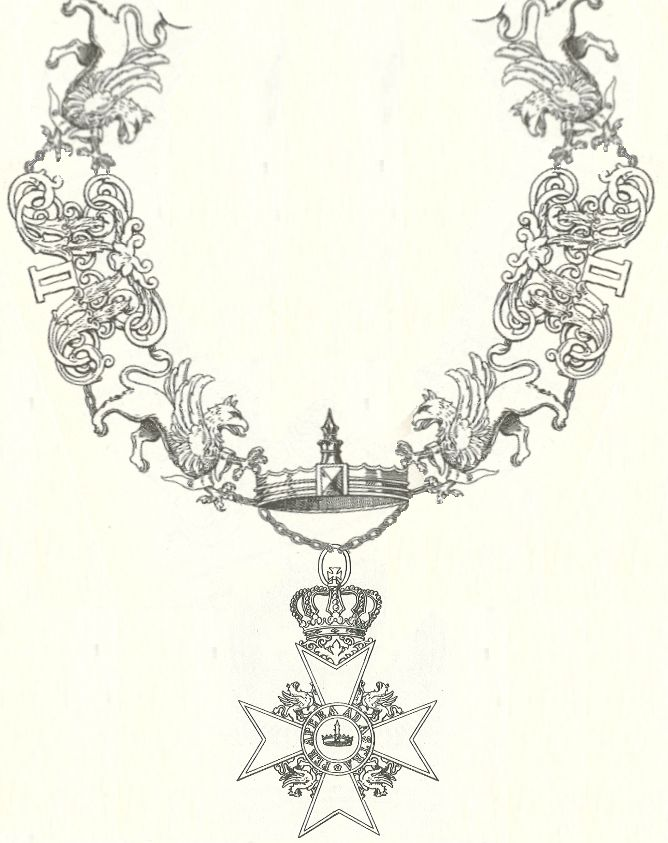
Орден герцогства Мекленбург-Шверин

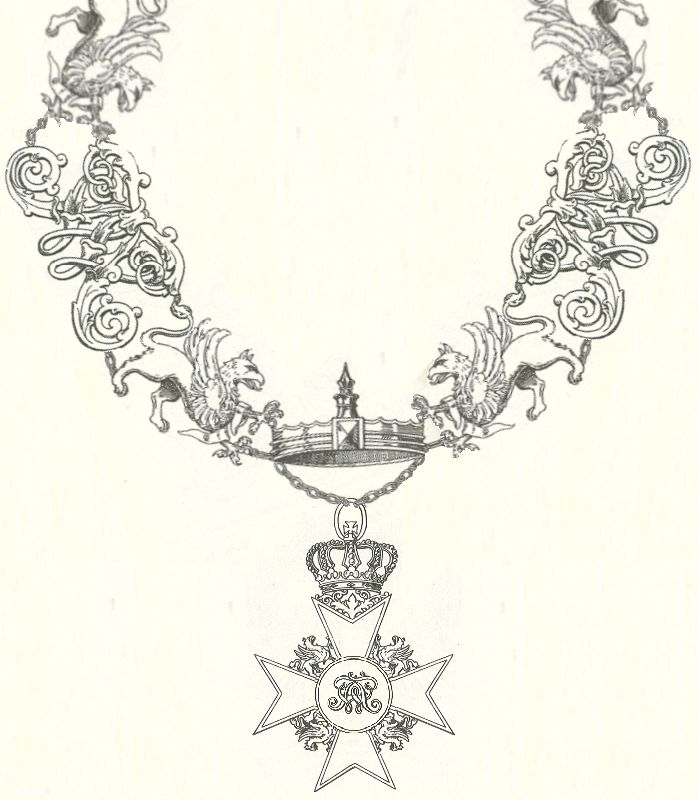
Орден герцогства Мекленбург-Штрелиц (реверс)

Российский император Александр II был награжден орденом Вендской короны Мекленбург-Шверина,  а Александр III – и Мекленбург-Стрелица (в 1865 году), и Мекленбург-Шверина (в 1885 году).

## Степени ордена
Орден состоял из четырёх классов, причем I класс делится на 2 степени:
- Большой крест;
  - с короной в руде,
  - с короной в золоте;
- Великий командор;
- Командор;
- Рыцарь.

Наряду с этим существовал отдельный крест «За заслуги» в золоте и серебре как знак отличия ордена.
Орден вручался с 1864 по 1919 гг..
За время существование ордена, к награде было представлено (исключая членов домов великих герцогств):
- Большой крест: Шверин[5] — 10 человек, Штрелиц[6] — 3
- Великий командор: Шверин — 25, Штрелиц — 6
- Командор: Шверин — 55, Штрелиц — 10
- Рыцарь: Шверин 80, Штрелиц — 20

Число членов ордена было пропорционально лимитировано для обоих герцогств: 66 – для Мекленбург-Шверина и 32 – для Мекленбург-Штрелица.

## Описание ордена
Орден представляет собой серебряный мальтийский крест белой эмали, с грифонами между лучами креста и подвесом, в виде короны. На аверсе расположен медальон синей эмали с изображением короны Вендов. На красный ободок медальона, в зависимости от герцогства, наносился девиз: для Мекленбург-Шверина — «PER ASPERA AD ASTRA» (Через тернии к звездам), для Штрелица — «AVITO VIRET HONORE» (Процветает родовой честью). Реверс медальона - на синем фоне золотой вензель герцога-соучредителя: "FF II" (по имени Фридриха Франца II) либо "FW" (по имени Фридриха Вильгельма). Также литой вензель соединял знак ордена высшего класса с короной.
Знак Большого креста носился на ленте через правое плечо, на левой стороне груди - восьмиконечная звезда. Знаки великого командора и командора носились на шее, на груди великого командора - ромбовидная звезда. Знаки остальных классов и знаки отличия ордена носились на левой стороне груди.
Звёзды обоих старших классов, аналогично знакам ордена, украшены синим медальоном с изображением вендской короны, по красному ободку - девиз ордена в зависимости от ветви Мекленбургской династии.
Орденская цепь состоит из двух чередующихся звеньев - вензеля герцога-соучредителя и двух грифонов, стерегущих корону Вендов.

## Известные кавалеры ордена
- Александр III, российский император (1864).
- Александр Петрович Барклай-де-Толли-Веймарн.
- Вальтер Бронзарт фон Шеллендорф, военный министр Пруссии.
- Вильгельмина, королева Нидерландов (1901).
- Георг I, король Греции (1871).
- Фредерик VIII, король Дании (1884).
- Николай Иванович Гродеков.
- Мирко Дмитрий Петрович-Негош (1899).
- Николай Николаевич Младший, великий князь.
- Николай II, российский император.
- Михаил Александрович, великий князь.
- Ганс фон Плессен, генерал-полковник, начальник свиты императора  Вильгельма II.
- Лорис-Меликов

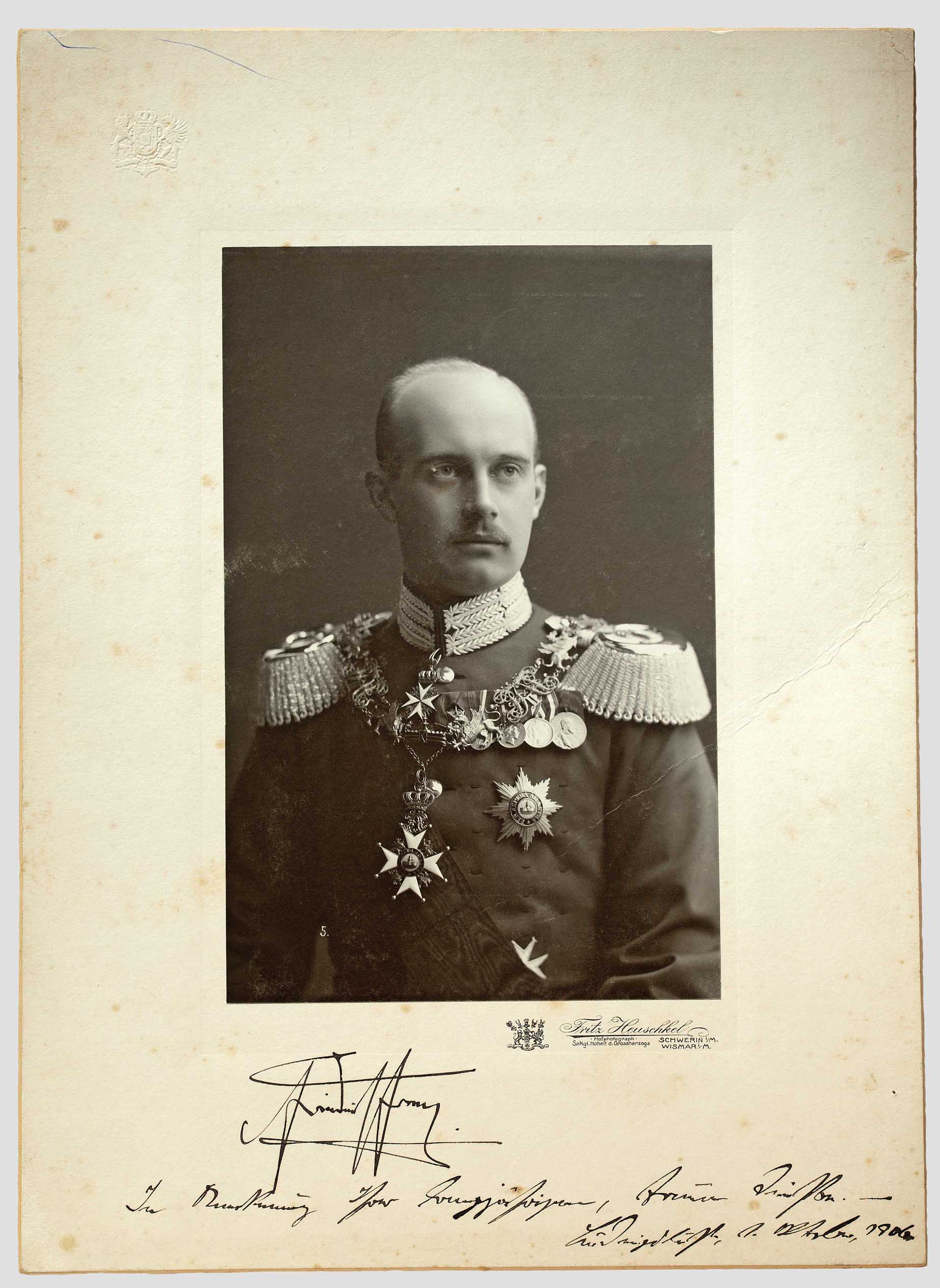
Фридрих Франц IV, последний великий герцог Мекленбург-Шверинский со знаком Большого креста на цепи и звездой;
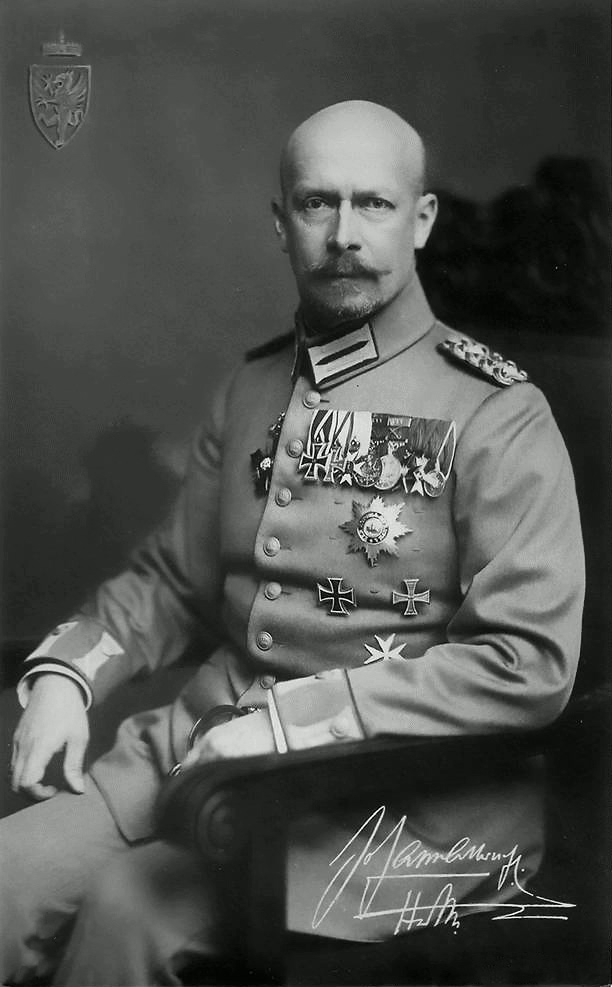
Иоганн Альберт Мекленбург-Шверинский, регент Мекленбург-Шверина (1897-1901) и Брауншвейга (1906-1913) со звездой Большого креста;
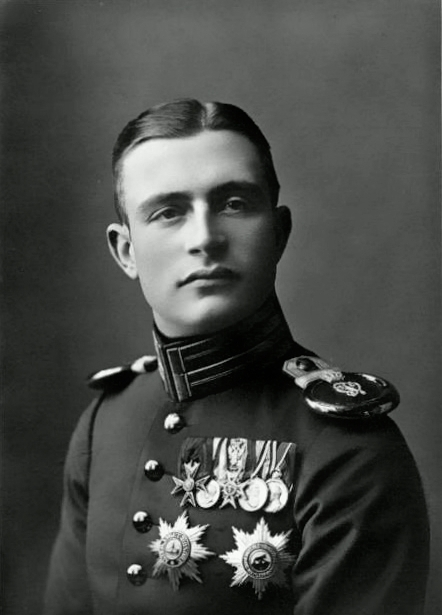
Адольф Фридрих VI, последний великий герцог Мекленбург-Штрелицкий, со звездой Большого креста (первая от центра).
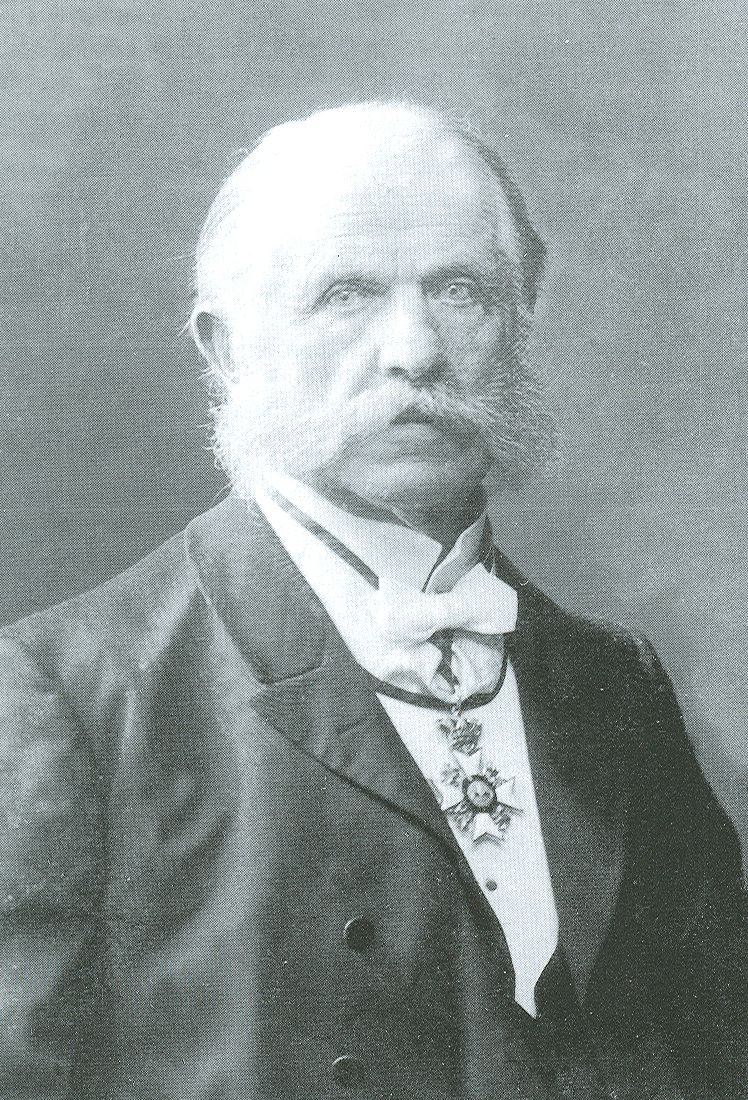
Герман Фридрих Теодор Гетце с командорским знаком ордена на шее.